# I Remember Tommy
I Remember Tommy è un album del crooner statunitense Frank Sinatra, pubblicato nel 1961 dalla Reprise Records.

## Il disco
Già dal titolo si capisce che l'album è un tributo al direttore d'orchestra Tommy Dorsey, l'uomo che aveva contribuito di più a far diventare Sinatra una star. Anche se Dorsey era già morto da quattro anni, Sinatra incise dodici pezzi del suo repertorio con l'orchestra, rimaneggiandoli molto poco.
Le ballate come Take Me risultano un po' antiquate e comunque più adatte alla voce del Sinatra giovane, mentre i pezzi swing come Without a Song funzionano piuttosto bene. Il disco non è un capolavoro, ma gli arrangiamenti ricchi di archi di Sy Oliver si rivelarono comunque azzeccati.

## Tracce

### Lato A
1. I'm Getting Sentimental Over You - 3:42 - (Bassman, Washington)
2. Imagination - 3:05 - (Burke, Van Heusen)
3. There Are Such Things - 3:13 - (Meyer, Adams, Baer)
4. East of the Sun (And West of the Moon) - 3:24 - (Bowman)
5. Without a Song - 3:39 - (Youmans, Rose, Eliscu )
6. I'll Be Seeing You - 2:49 - (Fain, Kahal)

### Lato B
1. Take Me - 2:19 - (Bloom, David)
2. It's Always You - 2:49 - (Burke, Van Heusen)
3. Polka Dots and Moonbeams - 3:43 - (Burke, Van Heusen)
4. It Started All Over Again - 2:32 - (Fischer, Carey)
5. The One I Love (Belongs to Somebody Else) - 2:48 - (Jones, Kahn)
6. I'm Getting Sentimental Over You (reprise) - 0:49 - (Bassman, Washington)

## Musicisti
- Frank Sinatra - voce;
- Sy Oliver - arrangiamenti.